# 決定版!爆風スランプ大全集2 〜The Very Best Of パッパラー河合〜
『決定版!爆風スランプ大全集2 〜The Very Best Of パッパラー河合〜』（けっていばん ばくふうスランプだいぜんしゅう ザ・ベリー・ベスト・オブ・パッパラーかわい）は、1997年6月21日にSony Recordsからリリースされた、爆風スランプのベスト・アルバムである。

## 概要
パッパラー河合作曲の作品から選曲された（最後の曲はボーナス・トラック扱いなので除く）。河合本人も選曲に携わっている。

## 収録曲
全作詞：サンプラザ中野、作曲：パッパラー河合（特記以外）
1. YELLOW YELLOW HAPPY
作詞：CHIAKI&ポケットビスケッツ
ポケットビスケッツ提供曲のセルフカバー。
2. 旅人よ 〜The Longest Journey
3. 恋愛妄想ショー
4. やすい女
5. 短い恋
6. 友情≧愛（友情大なりイコール愛）
7. がんばれ、タカハシ!
8. 青春りっしんべん　その2
9. 東京ラテン系セニョリータ-Latin Mega Mix-
作曲：パッパラー河合、ファンキー末吉
10. 愛のとんかつ
11. KASHIWAマイ・ラブ～ユーミンを聞きながら
ボーカル：パッパラー河合
12. 45歳の地図～COME BACK青春!
13. 耳たぶ
作詞：パッパラー河合、ボーカル：パッパラー河合
14. 月光
15. THE BLUE BUS BLUES
16. ひどく暑かった日のラヴソング
17. 夕焼け物語（和佐田の巻）
18. 1800
作詞・作曲：パッパラー河合、ファンキー末吉
19. Brave Love, TIGA（仮） - 「地球防衛団 三日月分隊」名義
作曲：バーベQ和佐田